# Candice Wiggins
Candice Dana Wiggins (* 14. Februar 1987 in Baltimore, Maryland, Vereinigte Staaten) ist eine ehemalige professionelle Basketball-Spielerin. Zuletzt spielte sie in der Saison 2015 für die New York Liberty in der Women’s National Basketball Association.

## Karriere

### College
Candice Wiggins spielte von 2005 bis 2008 für die Stanford Cardinal, das Damen-Basketballteam der Stanford University. Bereits in ihrer Freshman-Saison für die Cardinal erzielte sie 17,5 Punkte pro Spiel. Außerdem gewann sie mit den Cardinal 32 von 35 Spielen und führte die Cardinal bis ins Regional Final der Elite Eight, wo die Cardinal an der Michigan State University scheiterten.
In ihrer Sophomore-Saison konnte Wiggins ihren Punkteschnitt auf 21,8 Punkte pro Spiel verbessern und führte die Cardinal wieder bis ins Regional Final, wo die Cardinal dieses Mal an der Louisiana State University scheiterten.
2007 verpasste sie wegen einer Verletzung einige Spiele und ihr Punkteschnitt sank auf 16,9 Punkte pro Spiel. Mit den Cardinal scheiterte sie bereits in der zweiten Runde an der Florida State University.
In ihrer Saison als Senior erreichte sie erstmals die Final Four, wo die Cardinal zunächst auf die University of Connecticut trafen. Dieses Spiel konnten die Cardinal klar mit 82:73 gewinnen, damit stand Wiggins erstmals in ihrer Karriere im Finale der NCAA Division I Basketball Championship. Im Finale traf sie auf die University of Tennessee, die auf Grund ihres starken Kaders rund um Candace Parker als klarer Favorit im Finale galt. Im Finale scheiterten die Cardinal schließlich mit 46:64 klar an der University of Tennessee.

### Women’s National Basketball Association (WNBA)
Candice Wiggins wurde im WNBA Draft 2008 von den Minnesota Lynx an der dritten Stelle ausgewählt. Die Saison 2008 war ihre erste Saison in der WNBA. Dort stand sie in 30 Spielen auf dem Platz, einmal davon in der Startformation. Für ihre Leistungen in der Rookie-Saison erhielt sie die Ehrung als beste Ergänzungsspielerin 2008 und wurde in das All-Rookie-Team der WNBA berufen. In der zweiten Saison im Jahr 2009 stand Wiggins in allen 34 Saisonspielen in der Startformation der Lynx. In den weiteren Saisons bei den Lynx wurde sie dann wieder meist als Ergänzungsspielerin eingesetzt. In der Saison 2011 konnte Wiggins mit dem Team die WNBA-Meisterschaft gewinnen.
Nach ihrer Zeit in Minnesota spielte sie noch jeweils eine Saison für die Tulsa Shock, die Los Angeles Sparks und die New York Liberty. In Tulsa stand sie dabei regelmäßig in der Startformation, während sie in LA und New York als Ergänzungsspielerin eingesetzt wurde.
Bis zu ihrem Rücktritt bestritt sie in 8 WNBA-Saisons in der regulären Saison 221 Spiele, dabei stand sie 76 Mal in der Startformation und erzielte 1901 Punkte, 527 Rebounds und 417 Assists. In 25 Playoff-Partien (davon keine in der Startformation) erzielte sie 73 Punkte, 33 Rebounds und 29 Assists.
Nach ihrem Rücktritt sorgte Wiggins für Aufmerksamkeit, da sie ihren frühen Rücktritt damit begründete, dass sie sich als heterosexuelle Frau unter 98 % lesbischen Spielerinnen nicht mehr wohl fühle.

### Europa
In der Saisonpause der WNBA spielte Wiggins wie viele WNBA-Spielerinnen regelmäßig für Vereine in Europa. Dabei stand sie für Vereine in Spanien, Griechenland und der Türkei auf dem Platz.

### Nationalmannschaft
Nachdem sie im Juniorenbereich mehrere Titel mit den US-Teams nahm sie mit der US-Damen-Nationalmannschaft an keinen internationalen Turnieren teil. Sie stand in der siegreichen Mannschaft bei der U-18-Amerikameisterschaft 2004, der U-19-Weltmeisterschaft der Damen 2005 und der U-21-Weltmeisterschaft der Damen 2007.

## Auszeichnungen

### College
- 2008 Pac-10 Player of the Year
- 2008 Wade Trophy Player of the Year
- 2008 Lowe’s Senior Class Award Winner
- 2008 First Team WBCA/Kodak All-American
- 2008 First Team AP All-American
- 2008 Wooden Award Finalist
- 2008 Pac-10 Tournament Most Outstanding Player
- 2008 Naismith Trophy Finalist
- 2008 All-Pac-10 Selection
- 2007 Second Team WBCA/Kodak All-American
- 2007 Second Team AP All-American
- 2007 Wooden Award Finalist
- 2007 Wade Trophy Finalist
- 2007 Naismith Trophy Finalist
- 2007 Pac-10 Tournament Most Outstanding Player
- 2007 All-Pac-10 Selection
- 2007 USA Women’s Basketball Female Athlete of the Year
- 2006 Pac-10 Player of the Year
- 2006 Second Team WBCA/Kodak All-American
- 2006 Second Team AP All-American
- 2006 All-Pac-10 Selection
- 2006 Wade Trophy Finalist
- 2006 Bay Area’s Most Dynamic Amateur Athlete
- 2005 USABWA National Co-Freshman of the Year
- 2005 Pac-10 Freshman and Player of the Year (first time this has happened)
- 2005 Second Team AP All-American (only freshman)
- 2005 Second Team Kodak/WBCA All-American (only freshman)
- 2005 Pac-10 Tournament MVP
- 2005 Great Alaskan Shootout MVP